# Louis Charles Trabut
Louis Charles Trabut est un botaniste, agronome et médecin français, fondateur de la Revue horticole de l'Algérie  connu notamment pour ses travaux sur les agrumes, dont la première description du clémentinier (Citrus clementina).

## Biographie
La vie de Louis Trabut nous est connue grâce à l'importante Notice nécrologique publiée par le Dr René Maire, Professeur de Botanique à la Faculté des Sciences d'Alger dans la Revue horticole appliquée et d'agriculture tropicale(voir aussi Le Journal d'Agriculture traditionnelle 1935, p.53).
Louis Trabut est né à Chambéry le 12 juillet 1853. Son enfance se passe à Lyon où son père avait une entreprise d'éclairage. A 17 ans il a accumulé un important herbier. En 1872, il obtient son baccalauréat ès sciences. En 1873 il entre à l'École préparatoire de médecine et de pharmacie d'Alger, il termine ses études médicales à la faculté de médecine de Montpellier. Il soutient sa thèse de doctorat en médecine « une nouvelle luxation du cou-de-pied »en 1878. Il obtient sa licence en sciences naturelles en 1879.
En 1880 il est professeur d'histoire naturelle à l'École supérieure de médecine et de pharmacie d'Alger poste qu'il conserve 43 ans. Dans le même temps, il occupe pendant 25 ans le poste de médécin à l'hôpital Mustaphas. En 1876, débute la collaboration avec Jules Aimé Battandier pharmacien à l'hôpital Mustapha, ils publient ensemble (Flore, phytogéographie et de la botanique agricole) jusqu'à 1922, année de sa mort. René Maire s'associera au duo Battandier-Trabut à partir de 1911.
De 1873 à 1892, Trabut étudie principalement la flore de l'Algérie, crée un jardin botanique autour des pavillons de l'hôpital, le Jardin botanique de l'université dont il reste directeur jusqu'à sa retraite universitaire en 1923.
En 1892, le Gouvernement général crée un Service de botanique et en confie la direction à Trabut. Dans ce cadre il travaille alors sur l'introduction et la sélection d'espèces nouvelles ou indigènes. Il fonde la Société d'horticulture d'Algérie, qu'il préside jusqu'à sa mort et dont il rédige presque seul les bulletins. Il fonde également le Bulletin agricole de l'Algérie-Tunisie-Maroc, qu'il rédige, administre et fait vivre sans aucune subvention pendant trente-cinq ans. En 1918 Il crée La Station expérimentale de culture du Dattier à El Arfiane près de Djam a dans l'oued Rhir, à 60 km au Nord de Touggourt qui sera la plus importante pour cette culture.
L'année 1923 est l'année de sa retraite universitaire, mais il restera directeur du Service botanique du Gouvernement général d'Algérie jusqu'à son décès.
Après deux ans de souffrances, durant lesquels il n'interrompt pas ses recherches, il meurt à Alger le 25 avril 1929 à l'âge de 75 ans, laissant une veuve et quatre enfants.

### Titres et distinctions
Professeur à la faculté de médecine et de pharmacie d'Alger depuis 1910, il est nommé officier de l'Instruction publique, chevalier de la Légion d'honneur, puis, à l'occasion du centenaire de Pasteur, officier.
Elu, en 1918, membre correspondant de l'Institut, dans la section d'Économie rurale de l'Académie des sciences.
Il est également correspondant de l'Académie d'agriculture, correspondant du département de l'Agriculture des États-Unis, et il reçoit la médaille américaine Frank Meyer, qui récompense ceux qui se sont le plus distingués dans l'introduction des plantes utiles. La Société botanique de Genève et la Société d'histoire naturelle d'Afrique du Nord le comptent au nombre de leurs membres d'honneur.

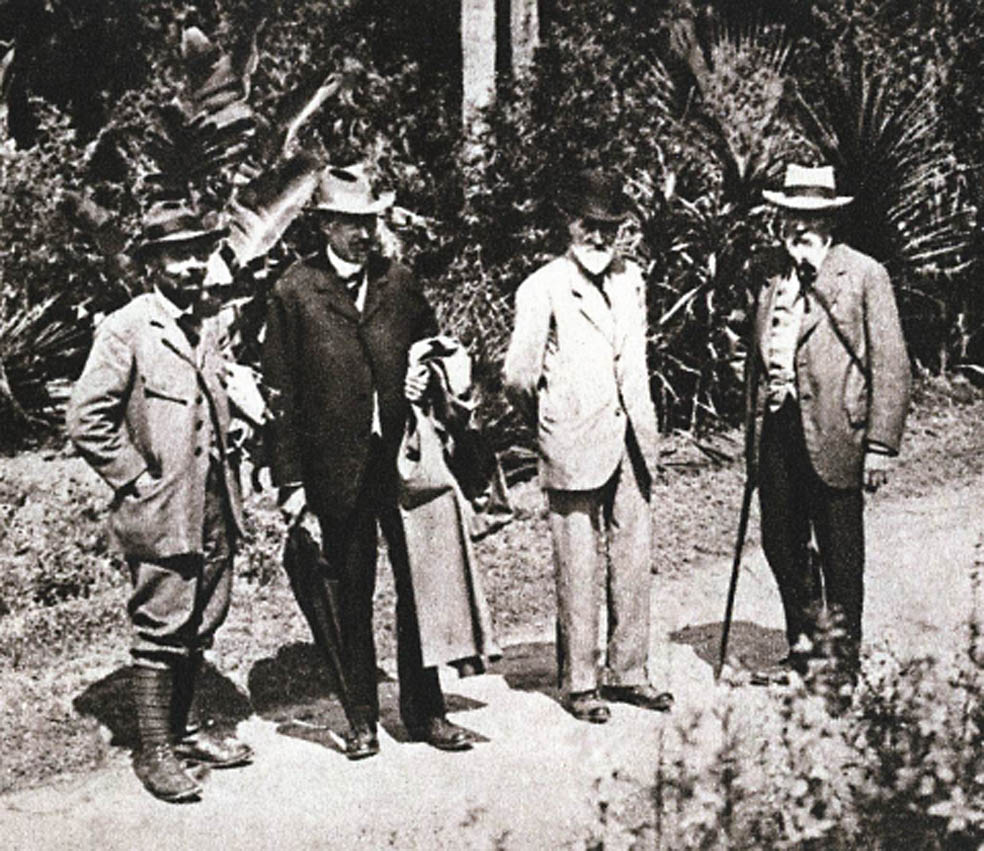
(De gauche à droite) Emile Jahandiez, René Maire, Jules Battandier, Louis Trabut au Jardin d’Essais d'Alger en 1920.

Il est, pendant plusieurs années, adjoint au maire de Mustapha, et l'un des fondateurs, avec Battandier, du lycée de jeunes filles de cette ville.

## Découverte de la clémentine
« Une nouvelle mandarine » apparaît à l'orphelinat agricole de Misserghin, dont le frère Clément est chef des cultures. Ce dernier n'ayant laissé aucune trace écrite des circonstances de la découverte, on ne dispose là-dessus que des textes de Trabut, qui ne précise pas l'année. Sur la pierre tombale du frère Clément figurait la date de 1894, qui est controversée. Trabut évoque sa rencontre, à l'orphelinat de Misserghin, avec des plants aberrants mêlés à ceux de mandarinier : 

« Au cours d'une visite de cet établissement, je faisais observer au chef des cultures que dans les semis faits en vue d'obtenir des mandariniers francs de pied, il se trouvait un certain nombre de sujets bien différents du mandarinier, sujets qui devaient provenir d'hybridation du mandarinier avec les Citrus du voisinage. »

Deux de ces plants inconnus vont donner des fruits sans avantage notable. Un troisième, en revanche, produit un fruit susceptible d'intéresser les producteurs et les exportateurs d'agrumes. Trabut appelle ce fruit nouveau la clémentine,. Il pense qu'il est d'origine hybride, et que ses caractères indiquent comme père « un bigaradier à feuilles de saule dit Granito introduit d'Espagne et vivant au voisinage des mandariniers ». En 1902, il attire l'attention de la communauté scientifique sur « la clémentine (nouvelle tangerine) ». En 1925, la coopérative des agrumes de Boufarik exporte des clémentines aux Halles de Paris, où elles reçoivent bon accueil.
En 1943, Herbert John Webber met en doute que le père de la clémentine soit le bigaradier Granito, comme le pensait Trabut. Selon lui, il s'agit plutôt d'un oranger doux (Citrus sinensis). Sa théorie est confirmée à la fin du XXe siècle par l'utilisation de marqueurs moléculaires.

## Quelques espèces dédiées au Dr Trabut
- Asperula trabutii Sennen, 1932[21]
- Avena trabutiana Thell., 1913[22]
- Borago trabutii Maire
- Bryum trabutii Thériot, 1930
- Centrosis trabutiana (Batt.) Samp., 1913[23]
- Gautieria trabutii (Chatin) Pat.
- Leptothorax angustulus trabutii Forel, 1894
- Limodorum trabutianum Batt., 1886[24]
- Lolium trabutii Hochr., 1904[25]
- Marasmiellus trabutii (Maire) Singer
- Nardurus tenellus var. trabutii Maire, 1942[26]
- Quercus trabutii Hy, 1895[27]

## Publications
(BT = Jules Aimé Battandier et Louis Trabut)

### Flores et Botanique
- BT. Flore d'Alger et catalogue des plantes d'Algérie - Monocotylédones. Alger, Adolphe Jourdan, 232 p. 1884[28].
- BT. Flore de l'Algérie - Dicotylédones, Alger. Adolphe Jourdan et Paris F. Savy. 866 p. 1888[29].
- BT. Flore de l'Algérie - Monocotylédones. Alger, Adolphe Jourdan et Paris J-B Baillère  P. Klincksieck. 275 p. 1895[30].
- BT. Flore analytique et synoptique de l'Algérie et de la Tunisie, Alger, Giralt, 1902, 460 p. (DOI 10.5962/bhl.title.10806, lire en ligne)
- BT. Atlas de la flore d’Algérie Alger, Adolphe Jourdan, cinq fascicules, 1886-1920. Illustrations et photographies.
  - fasc. 1 Phanérogames et Cryptogames Acrogènes, 20 p. 1886,
  - fasc. 2 Phanérogames et Cryptogames Acrogènes, 20 p. 1895,
  - fasc. 3 et 4 Phanérogames, Fougères et Muscinées. 36 p. 1913[31].
- Jules Aimé Battandier, René Maire et Louis Trabut. Paris, P. Klincksieck
  - fasc. 5. Phanérogames, Fougères et Muscinées. 31 p. 1920[32].
- Précis de botanique médicale. Paris. G. Masson 699 p. 1891. Illustré[33]
- Répertoire des noms indigènes des plantes spontanées, cultivées et utilisées dans le Nord de l'Afrique. Alger, Jules Carbonel, 355 p. 1935[34].

### Algérie
- Algérie. L'halfa. Alger : impr. de Giralt, 23 p. 1889[35].
- Enseignement agricole de l'Algérie. Projet d'une école coloniale d'agriculture à Alger. Alger-Mustapha : impr. de Giralt, 12 p. 1896[36].
- BT. L'Algérie: le sol et les habitants : flore, faune, géologie, anthropologie, ressources agricoles et économiques.  Paris. J.-B. Baillière et fils, 360 p. 1898[37].
- Rapport à M. le Gouverneur général sur les études de botanique agricole entreprises en 1898. Service botanique, Gouvernement général de l'Algérie. 1898.

### Agriculture, horticulture et agrumes
- L'Olivier en Algérie. Alger-Mustapha : Giralt impr., 80 p. 1900. Illustré[38].
- L’hybridation des citrus, une nouvelle tangerine : « la clémentine ». Revue horticole, 74 : pp. 232-234, 1902[39].
- Le trèfle d'Alexandrie. 1911[40].
- Le kumquat. Alger F. Montégut. 1914[41].
- La Greffe de l'oranger. Alger : Impr. algérienne , Informations agricoles n° 53. 3 p. 1918.
- Instructions pour la culture du cotonnier en Algérie. Alger : Impr. algérienne , Informations agricoles n° 54. 35 p. 1917[42].
- Le Soja. "Soja Max" (L.). "Soja hispida Savi" . Alger : Impr. algérienne , Informations agricoles n° 55. 16 p. 1918[43].
- L'abricotier et le prunier dans le Nord de l'Afrique. Éditions de Arboriculture fruitière. Alger : Impr. algérienne , Informations agricoles n° 56. 47 p. 1919[44].
- Arboriculture fruitière dans le Nord de l'Afrique. Fruits à noyaux. Abricotier, prunier, cerisier, pêcher. Alger : Impr. algérienne , Informations agricoles n° 56. 76 p. 1921[45]..
- Graminées fourragères dans le nord de l'Afrique. Alger : Impr. algérienne , Informations agricoles n° 58. 11 p. 1922[46].
- Le Sapindus ("Sapindus Mukorosi utilis"). Alger : Impr. algérienne, Informations agricoles n° 59. 8 p. 1922[47].
- Station expérimentale des cultures sahariennes [établie à El-Arfiane] Programme des recherches à y effectuer. Alger : Impr. algérienne, Informations agricoles n° 60. 12 p.1922[48].
- Le grapefruit ou pomelo. Alger : Impr. algérienne, Informations agricoles n° 61. 8 p. 1925[49].
- Le châtaignier en Algérie. Alger : impr. de C.. Vollot, Informations agricoles n° 62. 16 p. 1925[50].
- Le sorgho menu. Alger : Impr. algérienne, Informations agricoles n° 63. 8 p. 1926[51].
- Le chancre des Citrus "Citrus canker" , Alger. Impr. algérienne, Informations agricoles n° 64. 5 p. 1926[52].
- Le kikuyu [Cenchrus clandestinus], Alger : Impr. algérienne, Informations agricoles, n° 66, 3 p. 1926[53].
- La clémentine: les hybrides du Citrus Nobilis, Alger, Impr. algérienne, Informations agricoles n° 67, 7 p. 1926[54].
- Notes : 1919 - Observations sur la descendance de Citrus hybrides, 1921 - L'arboriculture fruitière dans l'Afrique du nord, 1922 - Sur les origines du Figuier[55], 1926 - Les hybrides de Citrus nobilis.
- A Lepigre, J Brichet, M. Delassus et Louis Trabut pour la préface. Les ennemis des cultures fruitières en Algérie et les moyens pratiques de les combattre. Alger, impr. de Fontana. 235 p. 1930[56].